# Panusupan (Pejawaran)
Panusupan is een bestuurslaag in het regentschap Banjarnegara van de provincie Midden-Java, Indonesië. Panusupan telt 3591 inwoners (volkstelling 2010).